# Вів Соломон-Отабор
Вів Соломон-Отабор (англ. Viv Efosa Solomon-Otabor; нар. 12 січня 1996, Лондон, Англія) — англійський футболіст нігерійського походження, вінгер клубу «Рух» (Львів).
Приєднався до «Бірмінгем Сіті» у віці 16 років, у дорослому футболі дебютував 2014 року в оренді в клубі Національної конференції Північ «Оксфорд Сіті». Вперше зіграв за «Бірмінгем» у Кубку ліги в серпні 2015 року, а в 2016/17 років перебував в оренді в клубах Першої ліги «Болтон Вондерерз», у сезоні 2017/18 років — за «Блекпул», у сезоні 2018/19 років — за «Портсмут». Провів 33 матчі у чемпіонаті за Бірмінгем і відмовився від їх пропозиції про новий контракт у 2019 році. Він провів сезон 2019/20 років в болгарському клубі Першої ліги ЦСКА (Софія), а потім повернувся в Англію на сезон з іншим клубом Першої ліги, «Віган Атлетік».
Соломон-Отабор народився в Англії в сім'ї нігерійців, а в жовтні 2019 року залишився на лаві запасних в одному з матчів національної збірної Нігерії.

## Особисте життя
Соломон-Отабор народився в Лондоні в сім'ї вихідців з нігерійського штату Едо. Племінник гравця збірної Нігерії Томпсона Оліхи, а його батько Віктор-Бенкс Отабор грав на батьківщині за «Бендел Іншуренс», ННПК та «Ігл Ойл». Навчався у школі Єпископа Томаса Гранта в Стітемі, а в дитинстві вболівав за «Манчестер Юнайтед».

## Клубна кар'єра
В юні роки Соломон-Отабор грав у футбол за «Гемптон енд Річмонд Боро», навчався в академії «Крістал Пелес», перед тим, як у липні 2012 року підписав юнацький контракт з «Бірмінгем Сіті». У лютому 2014 року приєднався до клубу Національної конференції Північ «Оксфорд Сіті» оренду як гравець молодіжного складу до кінця сезону. Зіграв 12 матчів у чемпіонату, зокрема 7 — у складі стартової одинадцяти, та відзначився одним голом на виїзному (2:0) поєдинку з «Глостер Сіті», а «Оксфорд Сіті» фінішував 20-м.
У червні 2014 року Соломон-Отабор підписав свій перший професіональний контракт з «Бірмінгемом» на один рік, з можливістю продовження ще на один рік. У листопаді він описав свої сильні сторони як швидкість, дриблінг та вміння грати обома ногами. Став основним гравцем молодіжного складу протягом сезону, а також став членом команди, яка виграла Кубок старого Бірмінгема. Тренер молодіжної команди (U-21) Річард Біл вважав, що гравець має потенціал для переходу до першої команди, але йому потрібно більше працювати над оборонними аспектами гри.

### «Бірмінгем Сіті»

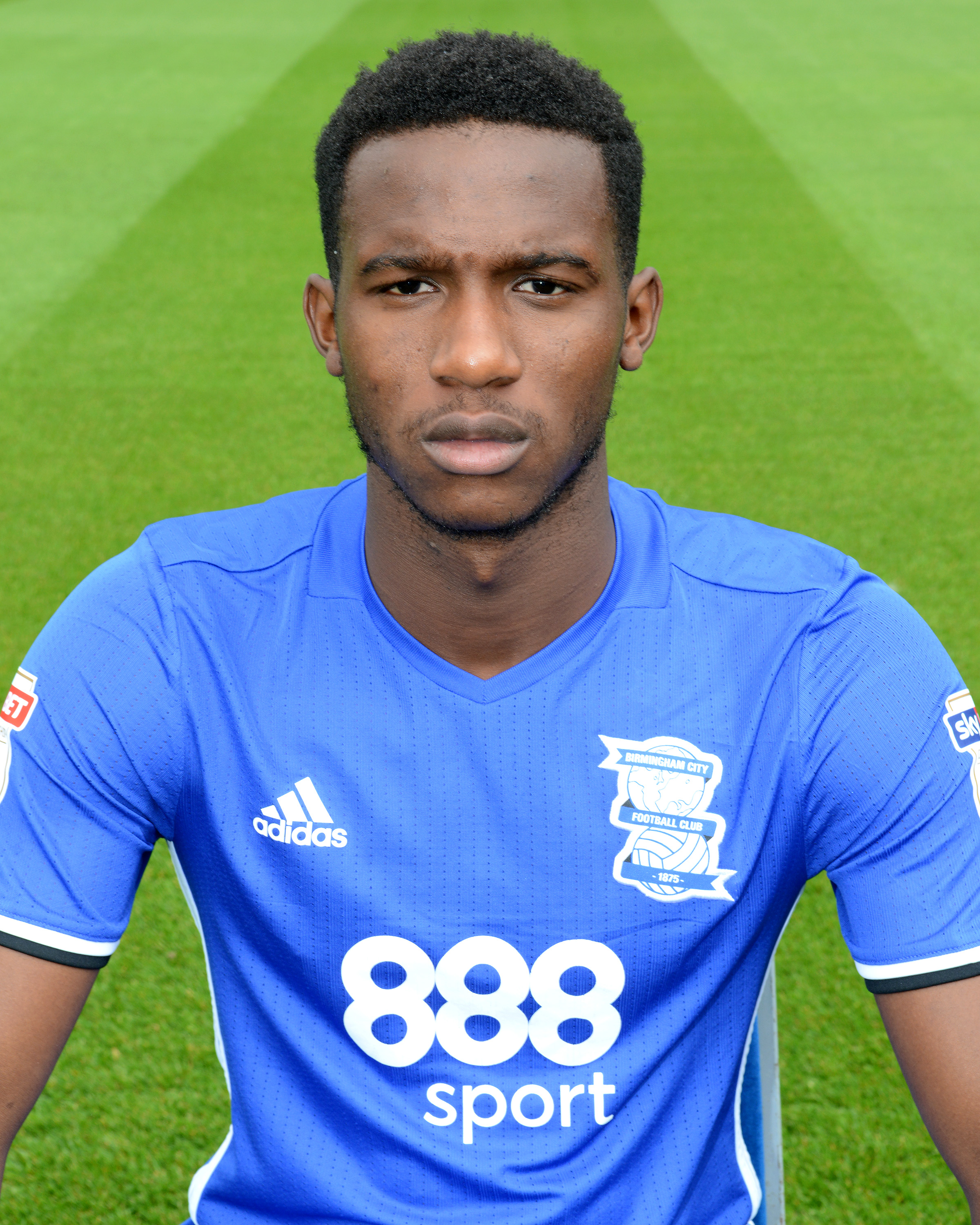
Вів Соломон-Отабор у футболці «Бірмінгем Сіті» у 2016 році

«Бірмінгем Сіті» активував опцію продовження ще на один рік, продемонстрував достатній прогрес під час передсезонної підготовки та на початку сезону 2015/16 років, тому менеджер Гері Роветт вирішив залишити його в клубі замість того, щоб знову відправити в оренду. Роуетт відзначив його фізичний розвиток та покращену роботу в обороні, оцінив як «ймовірно, найшвидшого гравця, який у нас є в команді», і підкреслив, що він «підсмажував захисників першої команди на тренуваннях». 25 серпня 2015 року «Соломон-Отабор» отримав командний номер «з метою участі» у домашньому матчі другого раунду Кубку Ліги з «Джиллінгемом». Вів зіграв у вище вказаному матчі, вийшов на 77-й хвилині на заміну в другому таймі замість Кобі Артура. «Бірмінгем» переміг з рахунком 2:0. У Футбольній лізі дебютував 15 вересня в домашньому поєдинку проти «Ноттінгем Форест», в якому замінив на останні десять хвилин Девіда Коттерілла протягом останніх десяти хвилин, але «Бірмінгем» зазнав першої поразки в сезоні.
7 листопада за рахунку 3:2 на користь «Бірмінгема» в поєдинку проти «Фулгема» Соломон-Отабор вийшов на 80-й хвилині замість Хона Торала. Вже в компенсований час він відзначився своїм першим професіональним голом, одиночний удар, який завершив перемогу з рахунком 5–2: після проходу з лівого флангу, «акуратний поворот, який залишив Річарда Стірмана на спині, супроводжувався клінічним завершенням». Після дванадцяти виходів на заміну у всіх турнірах дебютував у стартовому складі 28 грудня, у виїзному поєдинки проти «Мілтон-Кінз Донз», замінив Демарая Грея, якому надали відпочинок. The Milton Keynes Citizen повідомив, що «Донс» пощастило не отримати пенальті, коли захисник зіграв рукою, щоб перервати пас Соломона-Отабора на 36-й хвилині. Роветт «вважав, що Вів виглядав трохи нервовим, що зрозуміло, але він наполегливо працював у другому таймі і вніс свій внесок у деякі моменти й, безумовно, виступ… Кожен раз, коли він виходить на поле, він робить те, про що ми його просимо; він тримається навпроти, перекидає м'яч, займає на хороші позиції».
Він залишився в стартовій одинадцятці й на наступний матч, вдома з «Брентфордом», а Грей збирався завершити свій трансфер до «Лестер Сіті» з Прем'єр-ліги, а через декілька днів підписав контракт на три з половиною роки, термін дії якого закінчувся наприкінці сезону 2018/19 років. Це були його єдині виступи у стартовому складі; протягом сезону він зіграв ще одинадцять матчів, але в усих випадках виходив з лави запасних. Тим не менш, вдала гра принесли йому клубну нагороду «Молодий гравець сезону» у 2015/16 років.

### Виступи в оренді
Протягом 2016/17 років отримував обмаль ігрової практики, тому 31 січня 2017 року відправився в оренду до завершення сезону в клуб Першої Ліги «Болтон Вондерерз». Головний тренер «Бірмінгема» Джанфранко Дзола сподівався, що йому вдасться перейти з позиції вінґера в нападники. Проте до завершення оренди встиг зіграти лише чотири матчі, в усих випадках виходив на поле з лави запасних.
Наприкінці липня 2017 року орендну угоду з «Блекпулом» (до 6 січня 2018 року), який нещодавно перейшов до Першої ліги. Дебютував за нову команду в другому таймі першого туру, й продемонстрував те, що Blackpool Gazette назвала «жвавим» виступом у наступному матчі, у Кубку Футбольної ліги програному на виїзді «Віган Атлетік». Регулярно грав у першій половині сезону, тому його оренду продовжили до кінця сезону. Загалом провів 47 матчів (44 з яких — у Першій лізі), в яких звідзначився п'ятьма голами.
На початку сезону 2018/19 років Бірмінгем помірно використовував Соломон-Отабор після Хоти, Жака Магоми та орендованого Коннора Магоні. Востаннє виступав за команду у листопаді проти «Галл Сіті»: вийшов у першому таймі замість травмованого Хоти, але вжен на 65-й хвилині й сам був замінений. 31 січня 2019 року відправився в оренду до завершення сезону в клуб Першої ліги Англії «Портсмут». Проте основним гравцем так і не став: провів сім матчів у чемпіонаті, відзначився одним голом, а також зіграв в обох матчах півфіналу плей-оф Англійської футбольної ліги, в якому «Портсмут» поступився «Сандерленду».

### ЦСКА (Софія)
Після повернення в «Бірмінгем» клуб запропонував йому новий однорічний контракт, який Вів відхилив й уклав 3-річну угоду з представником Першої ліги Болгарії ЦСКА (Софія). Загалом провів 22 матчі у всіх турнірах. Відзначився одним голом у 19 матчах Першої ліги та представляв ЦСКА в Лізі Європи, перш ніж у середині березня 2020 року через пандемію COVID-19 болгарські футбольні змагання призупинили. Під час перерви контракт Соломона-Отабора розірвали через фінансові причини.
Після скандального міжнародного матчу між Англією та Болгарією в жовтні 2019 року він став мішенню для расистських висловлювань з боку прихильників обох вище вказаних збірних, а також фанів його ж команди; сам клуб висловився на підтримку гравця.

### «Віган Атлетік»
4 вересня 2020 року підписав короткострокову угоду з «Віган Атлетік», який незадовго до цього вилетів до Першої ліги Англії та потрапив під «адміністрування». Дебютував за нову команду вже наступного дня, в програному (2:3) виїзному поєдинку Кубку Футбольної ліги проти «Флітвуд Таун». 5 жовтня 2020 року продовжив контракт з «Віганом» до січня 2021 року, але незабаром після цього він пошкодив щиколотку, гравцеві потрібна була операція, а контракт Віва закінчився, перш ніж він зміг знову грати. Наприкінці січня 2021 року продемонстрував «Вігану» свою працездатність та знову підписав контракт з клубом до кінця сезону й повернувся на футбольне поле 6 лютого. 9 березня відкрив рахунок у переможному (2:0) поєдинку проти «Плімут Аргайл». Завершив сезон з 2-ма голами в 31-му матчі в усих турнірах. «Віган» зробив Соломону-Отабору пропозицію щодо умов трудової угоди на майбутній сезон, але гравець не приймав її до завершення діючого контракту, термін дії якого завершився наприкінці червня.

### «Сент-Джонстон»
24 листопада 2021 року підписав короткостроковий контракт із клубом шотландського Прем'єршипу «Сент-Джонстон», до січня 2022 року. Після двох виходів у стартовому складі та п'яти на заміну, покинув клуб після завершення контракту.

### «Рух» (Львів)
Наприкінці січня 2022 року вільним агентом перейшов до «Руху».

## Кар'єра в збірній
У червні 2015 року Соломона-Отабора запросили на перегляд до олімпійської збірної Нігерії, Вів тренуввся з командою перед їх виступом на Всеафриканських ігор 2015 року.
У жовтні 2019 року отримав свій перший виклик до національної збірної Нігерії, щоб замінити травмованого Семуеля Калу в товариському матчі проти Бразилії в Сінгапурі. Проте на футбольному полі Вів так і не з'явився.

## Статистика виступів

### Клубна
Станом на 26 грудня 2021
| Клуб                        | Сезон             | Ліга                 | Ліга  | Ліга | Нац. кубок | Нац. кубок | Кубок ліги | Кубок ліги | Інші  | Інші | Загалом | Загалом |
| Клуб                        | Сезон             | Дивізіон             | Матчі | Голи | Матчі      | Голи       | Матчі      | Голи       | Матчі | Голи | Матчі   | Голи    |
| --------------------------- | ----------------- | -------------------- | ----- | ---- | ---------- | ---------- | ---------- | ---------- | ----- | ---- | ------- | ------- |
| «Бірмінгем Сіті»            | 2013–14           | Чемпіоншип           | 0     | 0    | 0          | 0          | 0          | 0          | —     | —    | 0       | 0       |
| «Бірмінгем Сіті»            | 2014–15           | Чемпіоншип           | 0     | 0    | 0          | 0          | 0          | 0          | —     | —    | 0       | 0       |
| «Бірмінгем Сіті»            | 2015–16           | Чемпіоншип           | 22    | 1    | 1          | 0          | 2          | 0          | —     | —    | 25      | 1       |
| «Бірмінгем Сіті»            | 2016–17           | Чемпіоншип           | 3     | 0    | 1          | 0          | 1          | 0          | —     | —    | 5       | 0       |
| «Бірмінгем Сіті»            | 2017–18           | Чемпіоншип           | 0     | 0    | 0          | 0          | 0          | 0          | —     | —    | 0       | 0       |
| «Бірмінгем Сіті»            | 2018–19           | Чемпіоншип           | 8     | 1    | 1          | 0          | 1          | 0          | —     | —    | 10      | 1       |
| «Бірмінгем Сіті»            | Загалом           | Загалом              | 33    | 2    | 3          | 0          | 4          | 0          | —     | —    | 40      | 2       |
| «Оксфорд Сіті» (оренда)     | 2013–14           | Північна Конференція | 12    | 1    | —          | —          | —          | —          |       |      | 12      | 1       |
| «Болтон Вондерерз» (оренда) | 2016–17           | Перша ліга           | 4     | 0    | —          | —          | —          | —          | 0     | 0    | 4       | 0       |
| «Блекпул» (оренда)          | 2017–18           | League One           | 44    | 5    | 1          | 0          | 1          | 0          | 1     | 0    | 47      | 5       |
| «Портсмут» (оренда)         | 2018–19           | League One           | 7     | 1    | —          | —          | —          | —          | 3     | 0    | 10      | 1       |
| ЦСКА (Софія)                | 2019–20           | Перша ліга           | 19    | 1    | 2          | 0          | —          | —          | 1     | 0    | 22      | 1       |
| «Віган Атлетік»             | 2020–21           | Перша ліга           | 28    | 2    | 0          | 0          | 1          | 0          | 2     | 0    | 31      | 2       |
| «Сент-Джонстон»             | 2021–22           | Прем'єршип Шотландії | 7     | 0    | 0          | 0          | —          | —          | —     | —    | 7       | 0       |
| Усього за кар'єру           | Усього за кар'єру | Усього за кар'єру    | 154   | 12   | 6          | 0          | 6          | 0          | 7     | 0    | 173     | 12      |

1. ↑  Включаючи матчі кубку Англії, кубку Болгарії, кубку Шотландії
2. ↑  Включаючи матчі Футбольна ліга/Кубку АФЛ та кубку шотландської ліги
3. 1 2  Матч(і) в Трофеї ФЛ
4. ↑  Один матч у Трофеї ФЛ, два матчі в плей-оф Першої ліги
5. ↑  Матчі в Лізі Європи УЄФА

## Досягнення

### Індивідуальні
- Найкращий молодий гравець сезону в «Бірмінгем Сіті» (1): 2015/16